# Жан-Клод Бріалі
Жан-Клод Бріалі́ (фр. Jean-Claude Brialy; 30 березня 1933, Омал, Алжир — 30 травня 2007, Монтіон, Сена і Марна, Франція) — французький актор, режисер, автор книг, менеджер та продюсер.

## Біографічні відомості
Бріалі народився 30 березня 1933 року місті Омал (нині — Сур Ель Гозлан) в Алжирі, в сім'ї французького офіцера, і провів все своє дитинство в ритмі службових переїздів батька.
Отримавши ступінь бакалавра, він вступив в Страсбурзьку консерваторію, яку закінчив з першою премією у класі комедії, а потім вчився в Центрі драматичного мистецтва Східного регіону. Військову службу він проходив в Баден-Бадені у відділі кінохроніки французької армії, завдяки чому йому вдалося зіграти свою першу роль в короткометражному фільмі «Лахмітник і хороший товар». Тоді ж він познайомився з багатьма гастролюючими акторами, і зокрема з Жаном Маре, який радив Бріалі продовжити акторську кар'єру.
У 1954 році актор, що починає, приїжджає до Парижу і дуже швидко починає спілкуватися з «бандою з Кайе дю сінема». У 1956 році він отримує запрошення від Жака Ріветта знятися в короткометражці «Шах і мат». У тому ж році він знімається у фільмах «Елен і чоловіки» Жана Ренуара і «Другу сім'ї» Жака Піното. З того часу Бріалі з'являється на екрані все частіше і частіше.
Бріалі стає знаменитим в 1958 році, знявшись в двох фільмах Клода Шаброля «Красень Серж» і «Кузени», які принесли йому славу невимушеного і природженого актора, а також любов публіки. Свій перший фільм — «Еглантін», навіяний спогадами дитинства, — Бріалі зняв в 1971 році.
Бріалі був справжнім трудоголіком. Він знімався в декількох фільмах в рік і одночасно працював в театрі. Він не тільки міг бути елегантним жартівником («Крістін», 1958) або улюбленцем жінок (Полювання на чоловіків", 1964 і «Прилипала Жюлі», 1977). Він також виконував ролі, де потрібно було бути серйозним, що особливо яскраво виявилося у французьких «Film noir» на зразок «Смертельної поїздки» Клода Міллера (1982).
Бріалі вперше з'явився на екранах в 1956 році у фільмі Жана Ренуара «Єлена і чоловіки» і відомий особливо як виконавець ролей в картинах Луї Маля «Ліфт на ешафот» (1957) і «Коханці» (1958), Клода Шаброля «Красень Серж» (1958) і «Кузени» (1959), Франсуа Трюффо «Чотириста ударів» (1859) і Еріка Ромера «Коліно Клер» (1970).
Він був видною персоною світському суспільстві Парижа, з 1986 року володів столичним театром «Буфф-парізьєн» (фр. (Les Bouffes parisiens), а до цього, з 1977 року, управляв театром «Еберто». Крім того, він зняв десяток фільмів для телебачення і великого екрану, серед яких — «Еглантін» (1971) і «Закриті віконниці» (1972).
Останньою роботою Бріалі стала роль в телефільмі Габріеля Агіона «Пан Макс».
Як письменник, він з великим успіхом опублікував книги спогадів: «Струмок мавп» і «Я забув вам сказати».
Помер на 75-му році життя 30 травня 2007 після тривалої хвороби раку.

## Особисте життя
Брайалі розповів, що він бісексуал.

## Фільмографія

### Актор

#### Роки 1956—1959
- 1956 : Олена і чоловіки Éléna et les hommes, режисер Жан Ренуар (сцена видаленна)
- 1956 : Le Coup du berger, режисер Жак Ріветт (к/м)
- 1956 : La Sonate à Kreutzer, режисер Ерік Ромер (к/м)
- 1956 : Charlotte et Véronique, ou Tous les garçons s'appellent Patrick (All the Boys Are Called Patrick), режисер Жан-Люк Годар (к/м)
- 1956 : Les Surmenés, режисер Жак Доніоль-Валькроз (к/м)
- 1957 : Une histoire d'eau (A Story of Water), режисер Жан-Люк Годар та Франсуа Трюффо (к/м)
- 1957 : L'Ami de la famille, режисер Жак Піното
- 1957 : Tous peuvent me tuer, режисер Анрі Декуен
- 1957 : Méfiez-vous fillettes, режисер Ів Аллегре
- 1957 : Un amour de poche, режисер П'єр Каст
- 1957 : Le Triporteur, режисер Жак Піното
- 1957 : Ліфт на ешафот Ascenseur pour l'échafaud (Elevator to the Gallows), режисер Луї Маль
- 1957 : Cargaison blanche, режисер П'єр Каст
- 1958 : L'école des cocottes, режисер Жаклін Одрі
- 1958 : Et ta sœur, режисер Моріс Дельде
- 1958 : Christine (1958 film)|Christine, режисер П'єр Гаспар-Юі
- 1958 : Charlotte et Véronique, ou Tous les garçons s'appellent Patrick, режисер Жан-Люк Годар (к/м)
- 1958 : Paris nous appartient, режисер Жак Ріветт
- 1958 : Les Amants (The Lovers), режисер Луї Маль
- 1958 : Красунчик Серж Le Beau Serge, режисер Клод Шаброль
- 1959 : La Notte brava (Bad Girls Don't Cry), режисер Мауро Болоньїні
- 1959 : Le Bel Âge, режисер П'єр Каст
- 1959 : Кузени Les Cousins (film)|Les Cousins, режисер Клод Шаброль
- 1959 : Чотириста ударів Les Quatre Cents Coups, режисер Франсуа Трюффо
- 1959 : Le chemin des écoliers, режисер Мішель Буарон
- 1959 : Les yeux de l'amour, режисер Дені де ла Пательєр

#### Роки 1960—1969
- 1960 : Le gigolo, режисер Жак Дере
- 1961 : Les Godelureaux, режисер Клод Шаброль
- 1961 : Les lions sont lâchés, режисер Анрі Верней
- 1961 : La Chambre ardente, режисер Жульєн Дювів'є
- 1961 : Une femme est une femme (A Woman Is a Woman), режисер Жан-Люк Годар
- 1961 : Le puits aux trois vérités, режисер Франсуа Вільез
- 1961 : Les petits matins, режисер Жаклін Одрі
- 1961: «Знамениті любовні історії» (Amours célèbres), режисер Мішель Буарон
- 1961 : L'éducation sentimentale, режисер Александр Астрюк
- 1961 : Aimez-vous Brahms ?, режисер Анатоль Літвак
- 1962 : L'Avarice, режисер Клод Шаброль (segment of the film Les Sept Péchés capitaux)
- 1962 : Les Veinards, режисер Жан Жиро, Жак Піното та Філіпп де Брока
- 1962 : Le Glaive et la balance, режисер Андре Каятт
- 1962 : Carambolages, режисер Марсель Блюваль
- 1962 : Arsène Lupin contre Arsène Lupin, режисер Едуар Молінаро
- 1962: «Диявол і десять заповідей» (Le Diable et les dix Commandements), режисер Жульєн Дювів'є
- 1962 : La chambre ardente, режисер Жульєн Дювів'є
- 1962: «Клео від 5 до 7» (Cléo de 5 à 7), режисер Аньєс Варда
- 1962 : La banda Casaroli, режисер Флорестано Ванчіні
- 1963 : La Bonne Soupe, режисер Робер Тома
- 1963 : Adieu Philippin, режисер Жак Розьє
- 1963: «Меч і ваги» (Le glaive et la balance) — Жан-Філіп Прево
- 1964 : La Ronde (1964 film)|La Ronde, режисер Роже Вадим
- 1964 : Месьє складе вам компанію (Un monsieur de compagnie), режисер Філіпп де Брока
- 1964: «Полювання на чоловіка» (La Chasse à l'homme), режисер Едуар Молінаро
- 1964 : Château en Suède, режисер Роже Вадим
- 1964 : Tonio Kruger, режисер Роль Тіле
- 1964 : Comment épouser un Premier ministre ?, режисер Мішель Буарон
- 1965 : Cent Briques et des tuiles, режисер П'єр Грембла
- 1965 : La Mandragola (The Mandrake), режисер Альберто Латтуада
- 1965 : L'Amour tel qu'il est
- 1965: «Я її добре знав» (Io la conoscevo bene), режисер Антоніо П'єтранджелі
- 1966 : King of Hearts (1966 film)|Le Roi de Coeur (The King of Hearts), режисер Філіпп де Брока
- 1966 : Наші чоловіки (I nostri mariti) — Октавій Пелагата, режисер Луїджі Дзампа
- 1967: «Одна людина зайва» (Un homme de trop), режисер Коста-Гаврас
- 1967 : Le plus vieux métier du monde, режисер Філіпп де Брока
- 1967 : Lamiel, режисер Жан Орель
- 1967 : La mariée était en noir (The Bride Wore Black), режисер Франсуа Трюффо
- 1967 : Au diable les anges, режисер Лучіо Фульчі
- 1967 : Caroline chérie, режисер Дені де ла Пательєр
- 1968: «Манон 70» (Manon 70), режисер Жан Орель
- 1969 : Le bal du Comte d'Orgel, режисер Марк Аллегре
- 1969 : Tout peut arriver
- 1970 : Le genou de Claire (Claire's Knee), режисер Ерік Ромер
- 1969 : Cose de cosa nostra, режисер Роже Вадим
- 1969 : Tonio Kruger, режисер Стено
- 1969 : L'amour tel qu'il est, режисер Антоніо П'єтранджелі

#### Роки 1970—1979
- 1970 : Une saison en enfer, режисер Нелло Різі
- 1970 : Côté cour, côté jardin, режисер Гі Жиль
- 1972 : Un meurtre est un meurtre, режисер Етьєн Пер'є
- 1973 : Dreyfus ou l'intolérable vérité, режисер Jean Chérasse (оповідач)
- 1973: Voix off cinéma Barry Lindon, режисер Стенлі Кубрик
- 1974 : Comme un pot de fraises, режисер Жан Орель
- 1974 : Le Fantôme de la liberté (The Phantom of Liberty), режисер Луїс Бюнюель
- 1975 : Un animal doué de déraison, режисер П'єр Каст
- 1975 : Catherine et compagnie, режисер Мішель Буарон
- 1975 : Les onze mille verges, режисер Ерік Ліпманн
- 1976: «Суддя і вбивця» / (Le juge et l'assassin), режисер Бертран Таверньє
- 1976 : Les œufs broullés, режисер Джоель Сантоні
- 1976 : L'année Sainte, режисер Жан Жиро
- 1976: «Бароко» / (Barocco), режисер Андре Тешіне
- 1977 : Le Point de mire, режисер Жан-Клод Драмон
- 1977 : Julie pot de colle, режисер Філіпп де Брока
- 1977 : L'Imprécateur, режисер Жан-Луї Бертучеллі
- 1977 : Enquête à l'Italienne, режисер Доппіо Делітто
- 1978 : Robert et Robert, режисер Клод Лелуш
- 1978 : La chanson de Roland, режисер Френк Кассенті
- 1979 : Le Maitre Nageur, режисер Жан-Луї Трентіньян
- 1979 : L'œil du maître, режисер Стефан Керк
- 1979 : Hooray for Hollywood, режисер Едуард Шоу (оповідач, французька версія)
- 1979 : Bobo Jacco, режисер Альберт Бол

#### Роки 1980—1989
- 1980 : Bobo la tête, режисер Жиль Кац
- 1980 : La Banquière, режисер Франсіс Жиро
- 1981 : Les Uns et les Autres, режисер Клод Лелуш
- 1981 : Pinot simple flic, режисер Жерар Жуньо
- 1982 : La Nuit de Varennes (That Night in Varennes), режисер Етторе Скола
- 1982 : Notre-Dame de la Croisette, режисер Данієль Шмід
- 1982 : La fille de Trieste, режисер Паскуале Феста Кампаніле
- 1982 : Édith et Marcel, режисер Клод Лелуш
- 1982 : Mortelle Randonnée (film)|Mortelle Randonnée, режисер Клод Міллер
- 1983 : La Crime, режисер Філіпп Лабро
- 1983 : Le Démon dans l'île, режисер Франсіс Леруа
- 1983 : Cap Canaille, режисер Жульєт Берто та Жан-Анрі Роже
- 1983 : Sarah, режисер Моріс Дюговсон
- 1983 : Stella, режисер Лоран Ейнеманн
- 1983 : Papy fait de la résistance, режисер Жан-Марі Пуаре
- 1984 : Le téléphone sonne toujours deux fois, режисер Жан-П'єр Вернь
- 1985 : Tueur de fous, режисер Гійом Перотт
- 1985 : Le Mariage du siècle, режисер Філіпп Галлан
- 1985 : Le Quatrième Pouvoir, режисер Серж Леруа
- 1985 : L'Effrontée, режисер Клод Міллер
- 1985 : Inspecteur Lavardin, режисер Клод Шаброль
- 1986 : Le Débutant, режисер Данієль Жанно
- 1986 : Hypothèse d'un soir, режисер Марі-Крістіна Ф'єні (к/м)
- 1987 : Grand Guignol, режисер Жан Марбуф
- 1986 : Suivez mon regard, режисер Жан Куртелен
- 1987 : Le Moustachu, режисер Домінік Шассуа
- 1987 : Lévy et Goliath, режисер Жерар Урі
- 1987 : Un homme et une femme: vingt ans déjà, режисер Клод Лелуш
- 1987 : Maladie d'amour, режисер Жак Дере
- 1987 : Les Innocents, режисер Андре Тешіне. Jean-Claude Brialy obtient pour ce film le César du cinéma|César du meilleur second rôle.
- 1989 : Comédie d'été, режисер Данієль Вінь
- 1989 : Ripoux contre ripoux, режисер Клод Зіді

#### Роки 1990—1999
- 1990 : S'en fout la mort (No Fear, No Die), режисер Клер Дені
- 1990 : Faux et usage de faux, режисер Лоран Ейнеманн
- 1991 : Août, режисер Анрі Еррі
- 1992 : Tous les garçons, режисер Етьєн Фор
- 1993 : La Reine Margot (1994 film)|La Reine Margot (Queen Margot), режисер Патріс Шеро
- 1994 : Le Monstre, режисер Роберто Беніньї
- 1994 : Une femme française, режисер Режис Варньє
- 1995 : Les Cent et une nuits, режисер Аньєс Варда
- 1995 : Beaumarchais, l'insolent, режисер Едуар Молінаро
- 1995 : Les Caprices d'un fleuve, режисер Бернар Жиродо
- 1996 : Portraits chinois, режисер Мартін Дюговсон
- 1998 : Kennedy et moi, режисер Сем Карманн
- 1999 : L'Homme de ma vie, режисер Стефан Керк
- 1999 : Les Acteurs, режисер Бертран Бліє
- 1999 : In extremis, режисер Етьєн Фор

#### Роки 2000—2007
- 2000 : Nos jolies colonies de vacances, режисер Стефан Керк
- 2001 : Concorrenza sleale (Unfair Competition), режисер Етторе Скола
- 2001 : C'est le bouquet !, режисер Жанна Лабрюн
- 2001 : Les filles, personne s'en méfie, режисер Шарлотта Сільвера
- 2002 : La Demi-Mondaine amoureuse, режисер Дідьє Дессапт
- 2003 : Les Clefs de bagnole, режисер Лоран Баффі (камео)
- 2003 : Aimez-moi les uns les autres, режисер Тібюрс
- 2004 : People, режисер Фаб'єн Онтеньєнте
- 2007 : Vous êtes de la police ?, режисер Ромуальд Бенью

### Як режисер
- Églantine (1971)
- Les volets clos (1973)
- L'oiseau rare (1973)
- Un amour de pluie (1974)